# 谭旌樵
谭旌樵（1920年—2001年7月30日），山东莱阳人。中国人民解放军将领。

## 生平
1937年，参加八路军，1938年加入中国共产党。1939年入中国人民抗日军政大学一分校学习。后任八路军山东纵队连长，苏鲁豫皖八路军第一纵队指导员，鲁中军区分区侦察通讯股股长，山东军区第四师作战科科长、第三野战军司令部作战科科长。中华人民共和国成立后，历任中央军委作战部四处副处长、作战部战争经验研究处第一副处长，解放军总参谋部作战部战争经验研究处处长兼军委战略小组办公室主任。1966年3月，中国人民解放军总参谋部作战部副部长，总参谋部作战部部长。1982年12月至1985年3月，任解放军总参谋部总参谋长助理。1985年11月至1988年2月，任解放军军事科学院副院长。参加过鲁南、莱芜、孟良崮、济南、淮海、渡江、上海等战役，参与组织指挥抗美援朝作战。是中共十一大、十二大代表和第七届全国政协委员。曾获二级独立自由勋章、二级解放勋章。2001年7月在北京逝世。